# Milt Jackson
Milton (Milt) Jackson (Detroit, 1 januari 1923 – New York, 9 oktober 1999) was een legendarische Amerikaanse jazz-vibrafonist, die vooral bekend werd met het Modern Jazz Quartet, een van de langst bestaande bands in de geschiedenis van de jazz. De populariteit van dit viertal muzikanten was, aldus Jackson, vooral te danken aan de manier waarop geïmproviseerd werd op klassieke muziek, wat leidde tot een combinatie van klassiek met jazz en pop.
Jackson begon op 7-jarige leeftijd als zanger. Hij zong gospel-duetten met zijn broer Alvin. Later speelde hij ook nog piano en ontwikkelde hij zijn muzikaliteit op de middelbare school. Uiteindelijk kwam hij uit bij de vibrafoon, vanwege de gelijkenissen die het instrument toont met de menselijke stem.
Milt Jackson is bijna 60 jaar lang actief geweest in de muziek en heeft samengewerkt met pioniers als Miles Davis, Dizzy Gillespie, Charlie Parker, Thelonious Monk, John Coltrane en Coleman Hawkins. Tijdens zijn carrière won hij onder andere de National Music Award, de French Bicentennial Award en een eredoctoraat van de Berklee College of Music in Boston, Massachusetts. Bovendien heeft hij plaatsen verworven in de Percussion Hall Of Fame en Downbeat Magazine's Hall Of Fame.

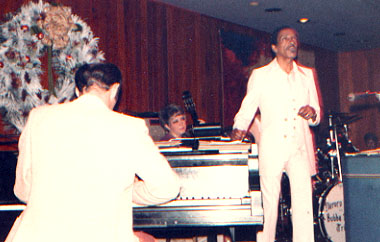
Milt Jackson met het Bubba Kolb Trio

- Biblioteca Nacional de España: XX838795
- Bibliothèque nationale de France: cb13895519t (data)
- CiNii: DA12074773
- Gemeinsame Normdatei: 124206298
- International Standard Name Identifier: 0000 0000 8374 4603
- Library of Congress Control Number: n81023037
- Nationale Bibliotheek van Letland: 000247450
- MusicBrainz: 2e38e1de-2890-4620-8467-5b0bb4641cb9
- Nationale Bibliotheek van Tsjechië: xx0043428
- Nationale Bibliotheek van Israël: 987007322689205171
- Nederlandse Thesaurus van Auteursnamen: 070533393
- Istituto Centrale per il Catalogo Unico: DDSV012370
- LIBRIS: 211388
- SNAC: w6ns11gq
- Système universitaire de documentation: 055334083
- Virtual International Authority File: 39562146
- WorldCat: E39PBJvmKctJ7DBjCGdDGxc773